# Cristian Gaţu
Cristian Gaţu (Bucareste, 20 de agosto de 1945) é um ex-handebolista profissional, duas vezes medalhista olímpico.

## Títulos
- Campeonato Mundial de Handebol:
  - Campeão: 1970, 1970

- Jogos Olímpicos:
  - Prata: 1976
  - Bronze: 1972